# Christopher O'Regan

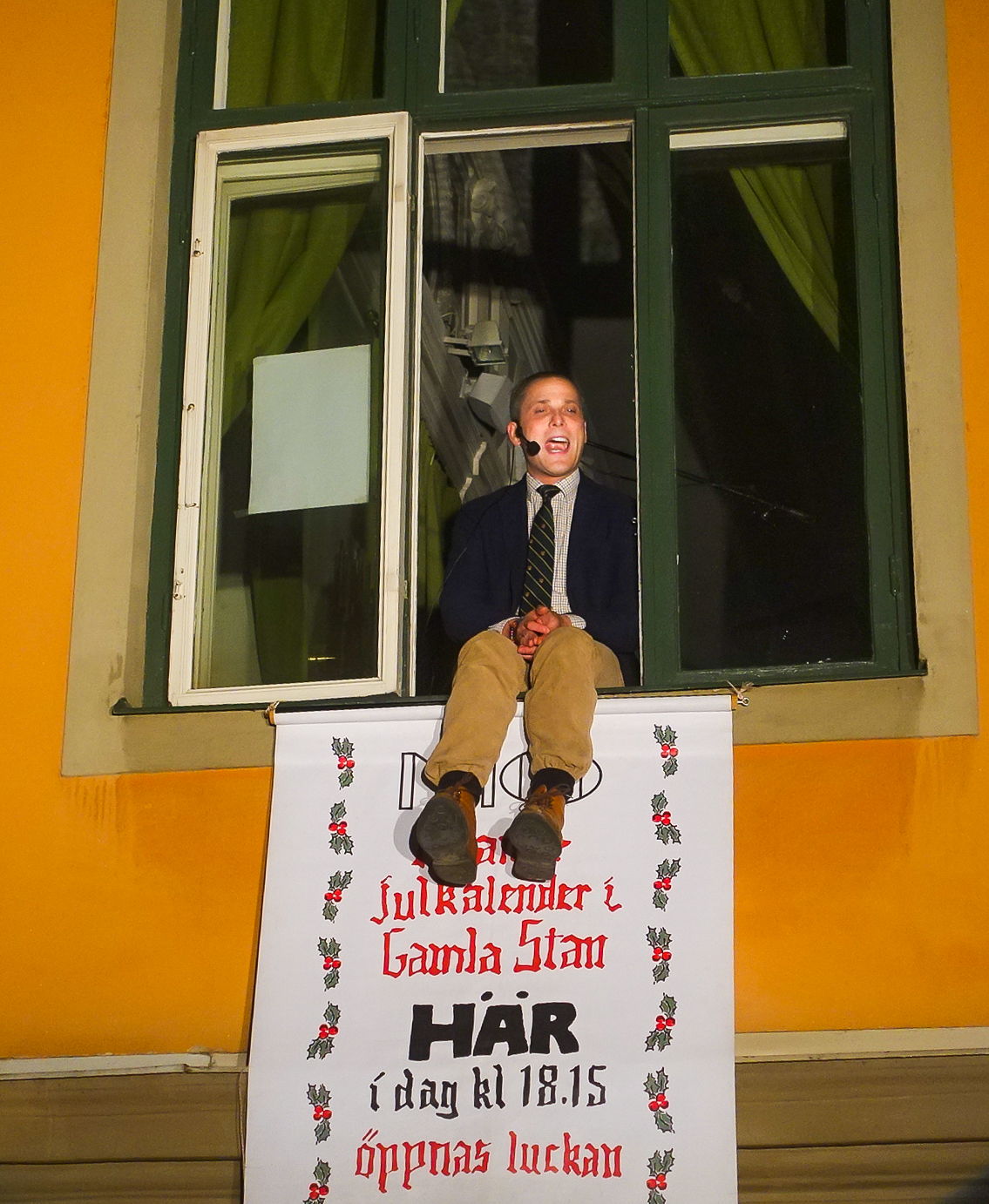
Christopher O'Regan, i lucka 21 i Mäster Olofsgårdens Levande Julkalender i Gamla stan 2019, berättar om levnadsöden i Gamla stans historia.

Christopher Anthony O'Regan, född 28 september 1971 i Stockholm, är en svensk populärhistoriker, författare och guide. Han är kännare av 1700-talets Stockholm, och har i många år lett stadsvandringar i Gamla stan.
O'Regan har en svensk mor och en irländsk far, och är bosatt i Gamla stan.
Sommaren 2006 var han en av sommarvärdarna i Sveriges Radio P1 och hösten 2009 var han programledare och berättare i dokumentär-TV-serien 1809 som handlade om den svenska förlusten av Finland det året, med anledning av 200-årsminnet av denna händelse. Han är även historieberättare i SVT:s program Go'kväll. 
O'Regan utnämndes till "Årets rojalist" år 2015 av Rojalistiska Föreningen (RojF).
Han deltog i arbetet med kampanjen "Rädda Blasieholmen" för att hindra bygget av Nobelcenter.

## TV-program
- Kampen om kronan
- Af nød og lyst - om kongebryllupper gennem tiden
- Det sitter i väggarna